# ثيوفيلس غولد ستيوارد
ثيوفيلس غولد ستيوارد (بالإنجليزية: Theophilus Gould Steward)‏ (17 أبريل 1843، مقاطعة كمبرلاند في الولايات المتحدة - 11 يناير 1924 في الولايات المتحدة)؛ روائي أمريكي.